# The Wicked Symphony
The Wicked Symphony четвертий повноформатний альбом проекту Тобіаса Саммета Avantasia, який вийшов 3 квітня 2010 року, паралельно з Angel of Babylon. The Wicked Symphony був випущений, як частина коробки з двох альбомів, так і окремий альбом. Це друга частина трилогії "The Wicked Trilogy" продовженням якої є Angel of Babylon.
Тобіас Саммет описав перший трек, як "десятихвилинна вокальна битва між Йорном Ланде, Расеелом Алленом і мною".

## Список композицій
Автор музики і слів Тобіас Саммет. 
| #     | Назва                         | Тривалість |
| ----- | ----------------------------- | ---------- |
| 1.    | «The Wicked Symphony»         | 9:28       |
| 2.    | «Wastelands»                  | 4:44       |
| 3.    | «Scales of Justice»           | 5:04       |
| 4.    | «Dying for an Angel»          | 4:32       |
| 5.    | «Blizzard On a Broken Mirror» | 6:07       |
| 6.    | «Runaway Train»               | 8:42       |
| 7.    | «Crestfallen»                 | 4:02       |
| 8.    | «Forever is a Long Time»      | 5:05       |
| 9.    | «Black Wings»                 | 4:37       |
| 10.   | «States of Matter»            | 3:57       |
| 11.   | «The Edge»                    | 4:12       |
| 60:30 |                               |            |

## Склад учасників
- Тобіас Саммет — Вокал, Бас-гітара, Клавішні, Огран(треки 6, 8)
- Саша Пет - Гітара, Клавішні, Бас-гітара (трек 10) Продюсер
- Ерік Сінгкр - Ударні(треки 2, 4, 6)
- Міро — Клавішні, оркесторовки

### Запрошені музиканти
- Гітара
  - Брюс Кулік (треки 6, 11)
  - Олівер Гартман (треки 2, 8)
- Ударні
  - Фелікс Бонке (треки 1, 5, 9, 11)
  - Алекс Гольцварт (треки 3, 7, 8, 10)
- Орган
  - Сімон Оберендер (трек 11)

### Вокалісти
- Тобіас Саммет — Композитор/Опудало- (всі треки)
- Йорн Ланде - Мефістофель - (треки 1, 6, 7, 8)
- Міхаель Кіске - Наставник головного героя - (треки 2, 6)
- Рассел Аллен - Натхнення - (треки 1, 10)
- Клаус Майне - Образ славного майбутнього для композитора - (трек 4)
- Тім "Ripper" Оуенс - Лють - (трек 3)
- Боб Кетлі - Добрий дух - (трек 6)
- Андре Матос - Безвідповідальність - (трек 5)
- Ральф Здіарстек — Праведний гнів - (трек 9)

## Чарти
| Чарт            | Місце |
| --------------- | ----- |
| Німеччина       | 2     |
| Угорщина        | 5     |
| Чехія           | 6     |
| Швейцарія       | 7     |
| Словенія        | 7     |
| Австрія         | 9     |
| Швеція          | 14    |
| Фінляндія       | 18    |
| Норвегія        | 22    |
| Велика Британія | 26    |
| Нідерланди      | 27    |
| Іспанія         | 32    |
| Франція         | 74    |
| Японія          | 89    |